# Nová Ves u Chrastavy

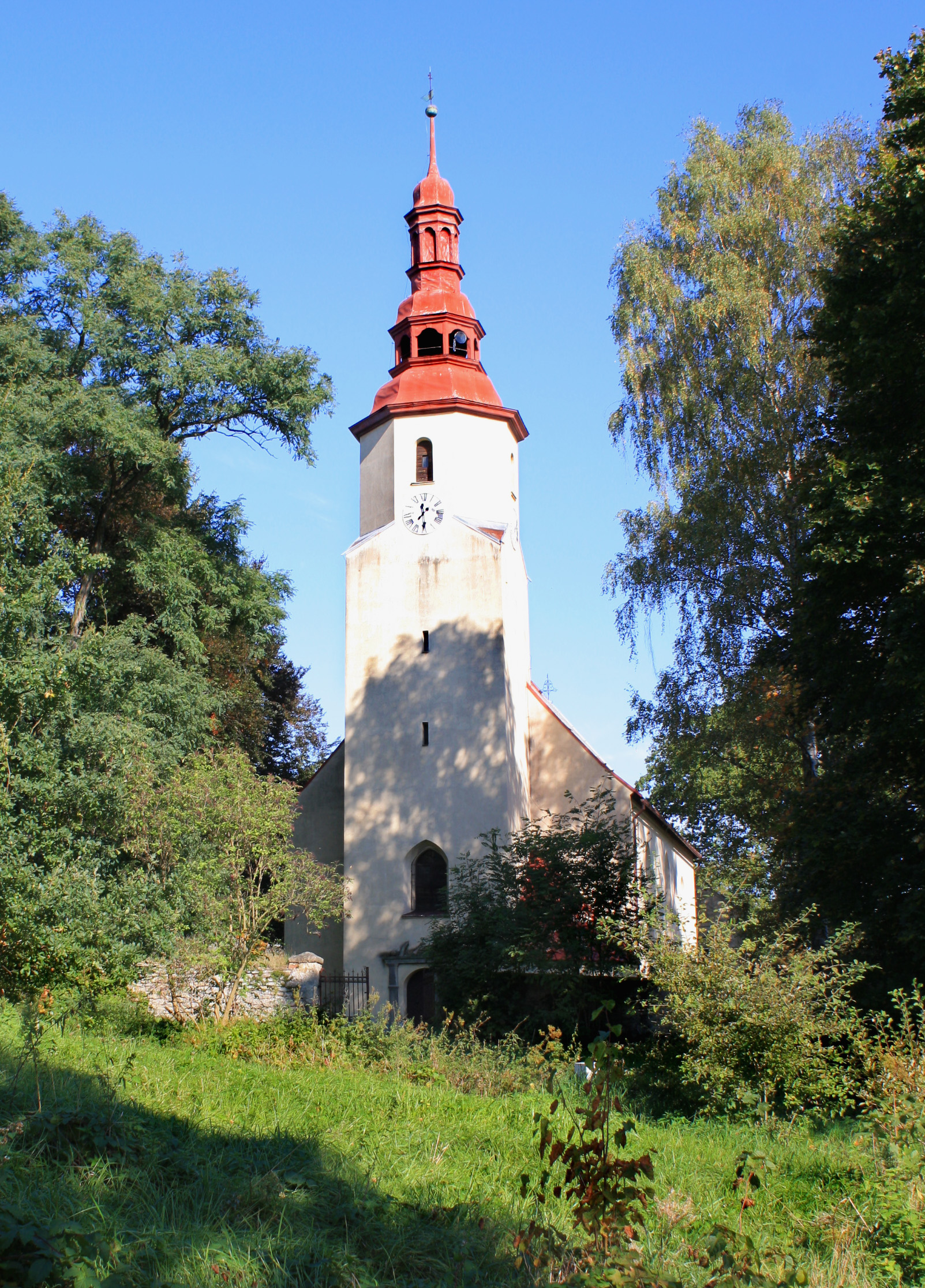
Kirche Mariä Himmelfahrt

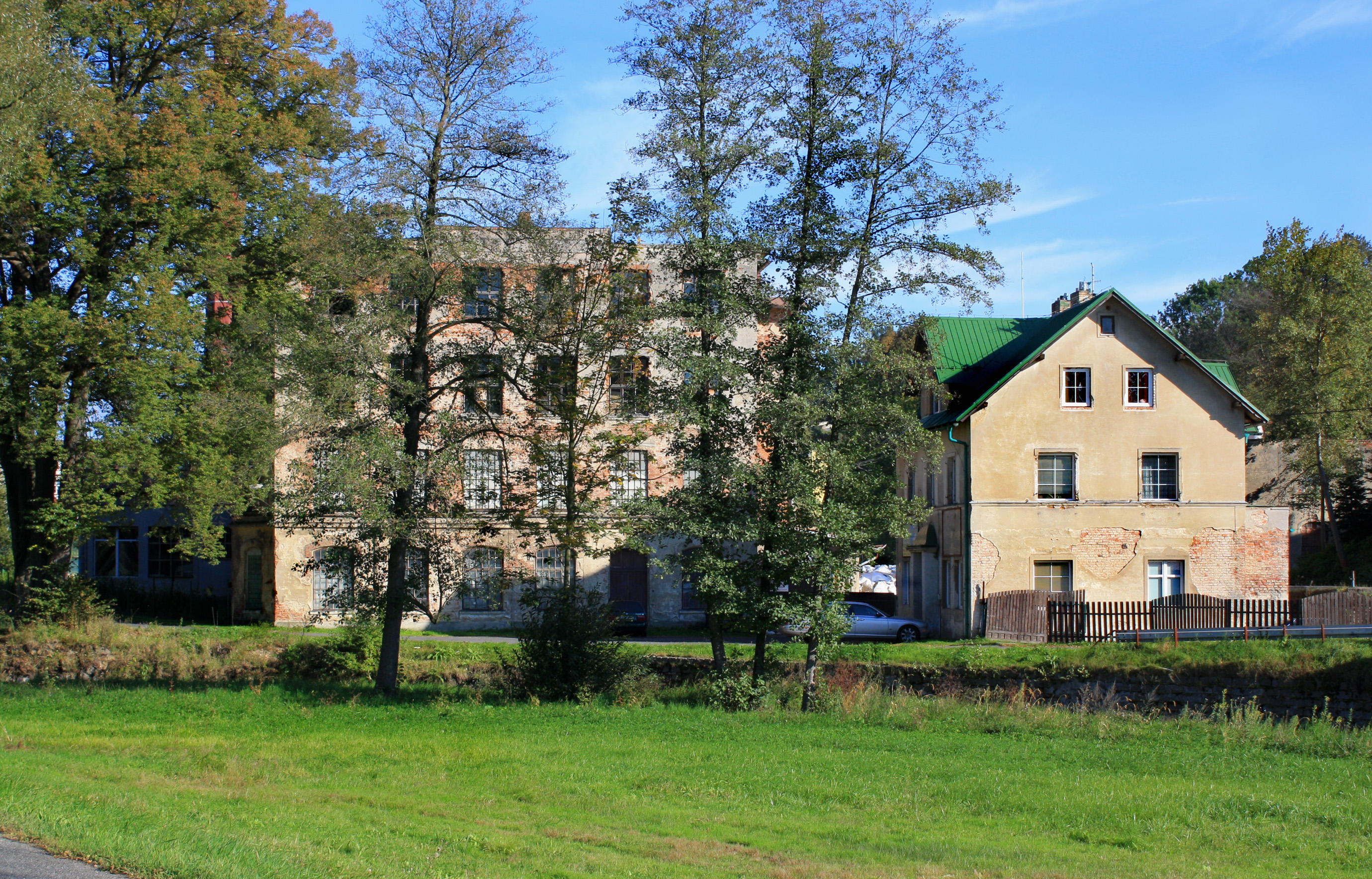
Ehemalige Fabrik

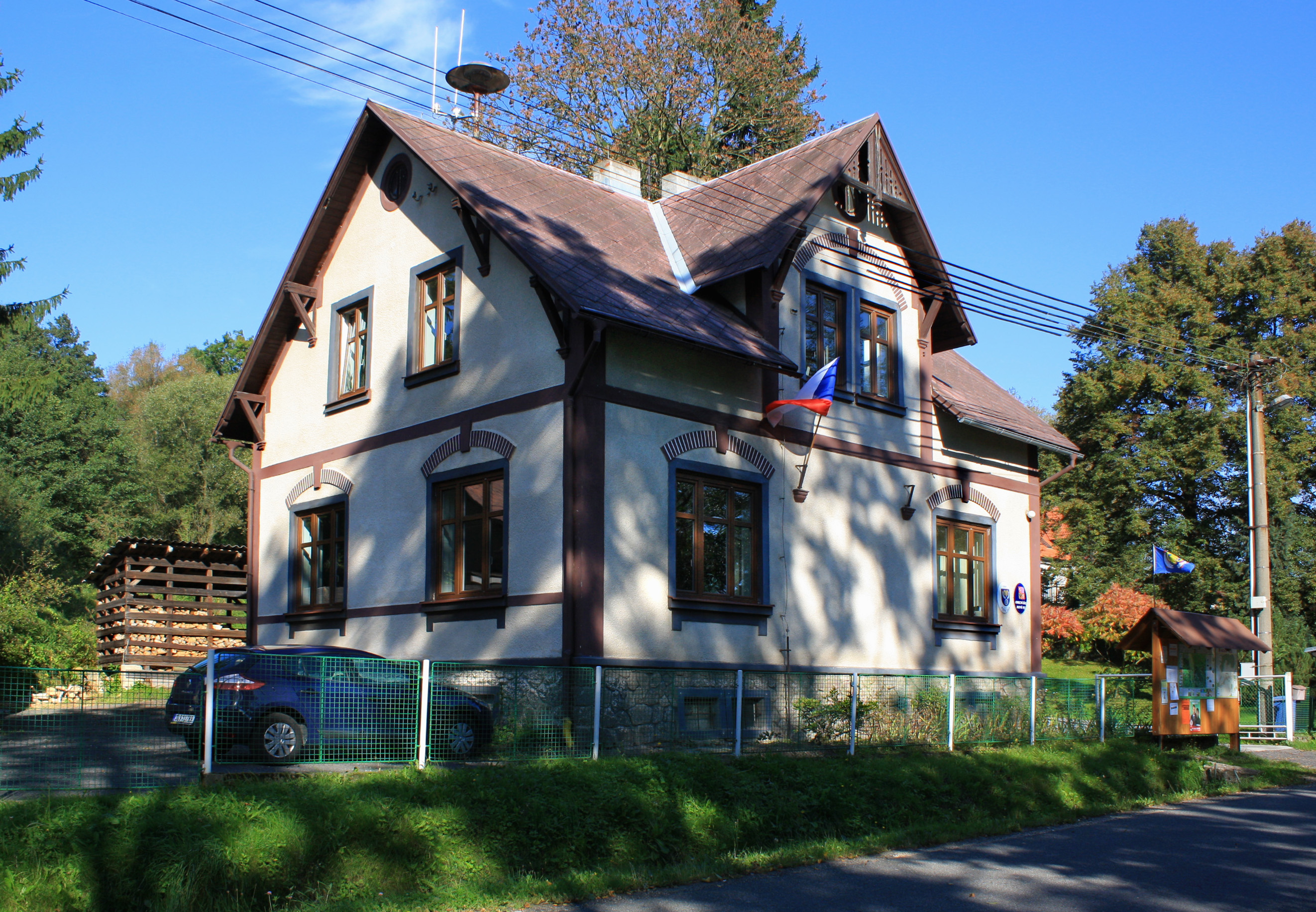
Gemeindeamt

Nová Ves (deutsch Neundorf) ist eine Gemeinde in Tschechien. Sie liegt acht Kilometer nördlich des Stadtzentrums von Liberec. 

## Geographie
Der in 353 m ü. M. gelegene Ort erstreckt sich entlang des Flüsschens Jeřice (Görsbach) im Südwesten des Isergebirges. Nachbarorte sind Horní Chrastava (Oberkratzau), Vysoká (Hohendorf) und Růžek (Hoheneck ) im Westen, Horní Vítkov (Ober Wittig) im Nordwesten, Mlýnice (Mühlscheibe) und Albrechtice u Frýdlantu (Olbersdorf) im Nordosten, Mníšek (Einsiedel im Isergebirge) im Osten, Nová Víska (Neudörfel) im Süden und Víska (Neudörfel) im Südwesten.

## Geschichte
Der Ort wurde 1464 erstmals als Nywensdorf erwähnt. Damalige Besitzer waren die Biebersteiner. Der nächste Besitzer Heinrich von Kyaw ließ im Ort ein Schlösschen errichten, das zum Herrschaftssitz wurde. 1498 folgten die Schwanitzer; 1595 erwarb Katharina von Redern Neundorf. Nach der Schlacht am Weißen Berg wurden die Güter Christoph von Rederns konfisziert und an Albrecht von Waldstein übergeben. Nach dessen Tod erwarb Jakob von Heistern Neundorf. Nach mehreren Besitzerwechseln verkaufte im Jahre 1712 Johann Joachim Pachta von Rayowa Neundorf an Wenzel Graf Gallas, der die Herrschaft Neundorf an seinen Besitz in Reichenberg anschloss. Ab der Mitte des 19. Jahrhunderts war Neundorf eine Gemeinde im Gerichtsbezirk Kratzau bzw. Bezirk Reichenberg.
Im Jahre 1900 lebten in Neundorf 1809 Menschen. Zwischen 1904 und 1906 entstand in Mühlscheibe (Mlýnice) nach Plänen von Otto Intze die Talsperre Mühlscheibe. 
Nach dem Münchner Abkommen wurde der Ort dem Deutschen Reich zugeschlagen und gehörte bis 1945 zum Landkreis Reichenberg.
Nach dem Zweiten Weltkrieg wurden die deutschen Bewohner vertrieben; die Einwohnerzahl ging drastisch zurück.
1980 erfolgte die Eingemeindung nach Chrastava, seit 1992 ist Nová Ves wieder selbständig.

## Gemeindegliederung
Die Gemeinde Nová Ves besteht aus den Ortsteilen Mlýnice (Mühlscheibe), Nová Ves (Neudorf), Nová Víska (Neudörfel) und Růžek (Hoheneck). Zu Nová Ves gehören außerdem die Einschichten Amerika und Brazílie (Brasilien). Das Gemeindegebiet gliedert sich in die Katastralbezirke Mlýnice und Nová Ves u Chrastavy.

## Sehenswürdigkeiten
- Kirche der Himmelfahrt der Jungfrau Maria, 1616–1617 unter Katharina von Redern erbaut und 1782 umgebaut
- Talsperre Mlýnice

## Persönlichkeiten
- Franz Macoun (1881–1951), tschechoslowakischer Politiker der deutschen Minderheit
- Josef Elstner (1915–1980), deutscher Wirtschaftsfunktionär und Diplomat der DDR